# Joe Louis Arena
Le Joe Louis Arena (surnommé The Joe ou JLA) est une salle omnisports située au 600 Civic Center Drive dans le centre de Détroit, au Michigan. 
Depuis 1979, ses locataires sont l'équipe de hockey sur glace des Red Wings de Détroit qui évoluent en LNH, mais elle fut aussi le domicile des Drive de Détroit de l'Arena Football League entre 1988 et 1993, des Red Wings Junior de Détroit (Ligue de hockey de l'Ontario) entre 1991 et 1995 et des Rockers de Détroit (NPSL) de 1996 à 2001. L'aréna est l'un des plus grands du Midwest, sa capacité est de 20 027 places en configuration hockey sur glace, 20 153 pour le basket-ball et 21 666 pour les concerts. La salle possède 86 suites de luxe et un parking pouvant accueillir 3 200 véhicules.
Les Red Wings quittent définitivement l'enceinte en septembre 2017 pour disputer leurs matchs à domicile dans la Little Caesars Arena, dont la construction se termine la même année.
La salle est entièrement démolie au cours de l'année 2019.

## Histoire
Achevé le 12 décembre 1979 pour une somme de 57 millions de dollars, le Joe Louis Arena est nommé en l'honneur du boxeur Joe Louis qui grandit à Détroit. Le premier événement est un match de basket-ball opposant les Wolverines du Michigan aux UDM Titans. Le premier match de hockey sur glace a lieu le 27 décembre 1979 devant 19 742 spectateurs.
L'aréna est la propriété de la ville de Détroit et son opérateur est Olympia Entertainment, Inc., une compagnie appartenant à Ilitch Holdings, Inc. (Mike Ilitch était également le propriétaire des Red Wings). Le JLA fut conçu par Smith, Hinchmen and Grylls Associates et remplaça le vétuste Olympia Stadium de Détroit, un bâtiment datant de 1927 qui offrait 16 700 places. La salle est adjacente au Cobo Hall sur le bord de la rivière Détroit. Les Red Wings ont été couronnés de succès depuis leur déménagement dans le "Joe", remportant quatre Coupe Stanley (dont la victoire décisive de deux d'entre elles, 1997 et 2002, a lieu dans le Joe Louis Arena). 
Ses anciens locataires étaient le Drive de Détroit (AFL) (1988 - 1993), les Red Wings Junior de Détroit (LHO) (1991 - 1995) et les Rockers de Détroit (NPSL) (1996 – 2001). Les Pistons de Détroit de la NBA ont utilisé cette arène pour quelques matchs lors de la saison 1984-85 après que le toit de leur salle, le Pontiac Silverdome a été détruit par une tempête de neige pendant la saison.
Le Joe Louis Arena accueille aussi des événements de hockey sur glace universitaire, comme le NCAA Frozen Four, le College Hockey at The Joe, le Great Lakes Invitational et le John Hancock Champions On Ice. Il a également organisé le Republican National Convention en 1980. Plus récemment, la WWE a tenu les Survivor Series pour la troisième fois dans l'arène, le 27 novembre 2005. D'autres tournois de luttes professionnelles ont eu lieu dans la salle comme le WWE Vengeance du 21 juillet 2002 ou le WWF The Main Event le 23 février 1990. 
Le 9 septembre 2006, le match 5 des WNBA Finals, opposant les Monarchs de Sacramento au Shock de Détroit, est joué au "JLA" car The Palace of Auburn Hills organise un concert de Mariah Carey le même soir. Le Shock de Détroit remporte le match 80 à 75, ainsi que le championnat. 
Plusieurs plans pour la construction d'un nouvel aréna ont été proposés, l’édifice étant considéré comme vétuste, voir archaïque à cause de son manque de suites de luxe et autres aménagements (qui engendrent les revenus de l'aréna et du club). De plus, certaines propositions pour l'expansion du Cobo Hall ont exigé que le Joe Louis Arena soit démoli. Néanmoins, certains groupes de supporters ne veulent pas que le JLA soit détruit, même quand l'équipe quittera l'aréna.
Un écran de télévision pour le tableau des scores a été installé le 22 novembre 2006, quand les Red Wings ont joué contre les Canucks de Vancouver. Le même jour, l'entrée ouest de l'aréna est renommée la «Gordie Howe Entrance» en l'honneur du joueur légendaire des Red Wings, Gordie Howe.
Le 25 juillet 2013, les Red Wings annoncent qu'un nouvel amphithéâtre sera érigé au centre-ville de Détroit et ouvreri ses portes d'ici 2017. Le 28 avril 2016, le club annonce qu'elle s'appellera Little Caesars Arena, du nom de la chaîne de pizzas détenu par le propriétaire du club Mike Ilitch.
Le 9 avril 2017, les Red Wings disputent leur dernier match au Joe Louis Arena et l'emportent 4-1 contre les Devils du New Jersey devant les 20 027 spectateurs.

## Événements
- 32e Match des étoiles de la Ligue nationale de hockey, 5 février 1980
- Republican National Convention, 14-17 juillet 1980
- NCAA Frozen Four, 1985, 1987 et 1990
- WWF The Main Event, 23 février 1990
- WWE Survivor Series 1991, 27 novembre 1991
- WCW Halloween Havoc, 23 octobre 1994
- WCW Halloween Havoc, 29 octobre 1995
- Skate America 1997, 23 au 25 octobre 1997
- Skate America 1998, 29 octobre au 1er novembre 1998
- WWE Survivor Series 1999, 14 novembre 1999
- WWE Vengeance, 21 juillet 2002
- WWE Survivor Series 2005, 27 novembre 2005
- WNBA Finals 2006, match 5 opposant les Shock de Détroit aux Monarchs de Sacramento, 9 septembre 2006
- WWE Royal Rumble 2009, 25 janvier 2009
- WWE Over the Limit, 23 mai 2010
- College Hockey at The Joe
- Great Lakes Invitational
- John Hancock Champions On Ice
- Concert de Madonna (The MDNA Tour), 8 novembre 2012
- Concert de Rihanna (Diamonds World Tour), 21 mars 2013
- WWE Night of Champions (2013), 15 septembre 2013
- Skate America 2013, 18 au 20 octobre 2013
- Concert de Lady Gaga (artRAVE : The ARTPOP Ball), 17 mai 2014
- Concert de Madonna (Rebel Heart Tour), 1er octobre 2015

## Galerie

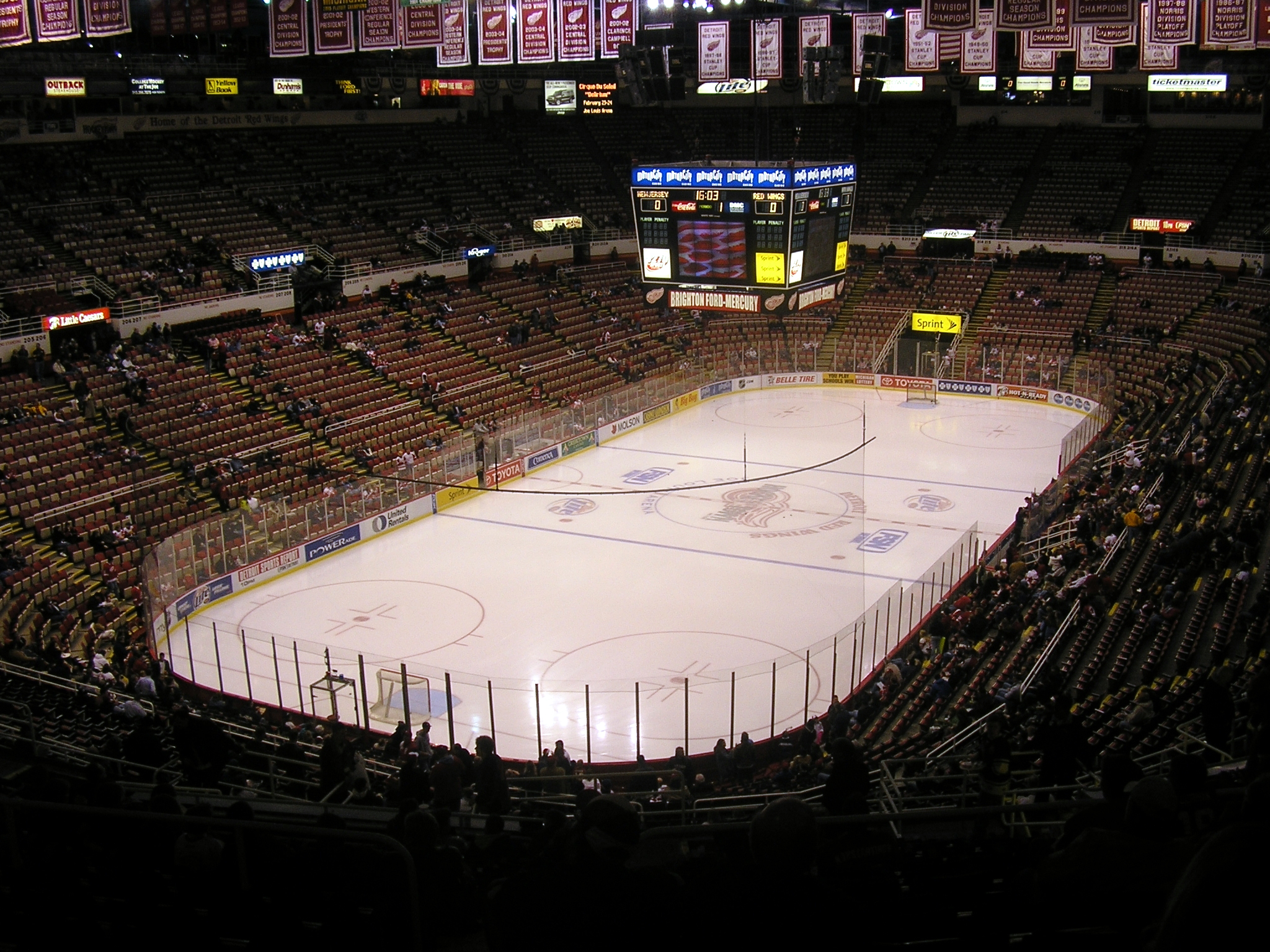
Intérieur du Joe Louis Arena
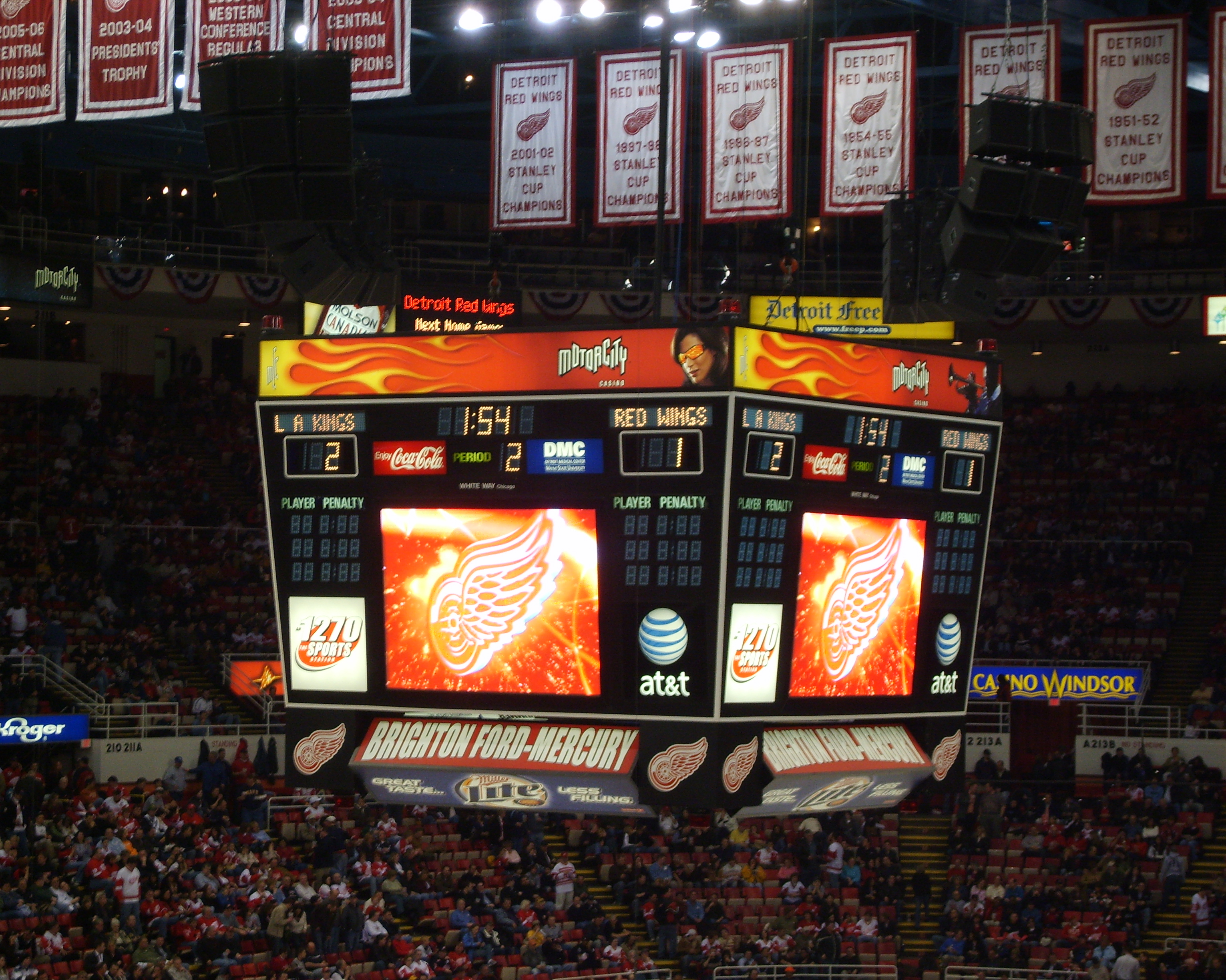
Tableau d'affichage central
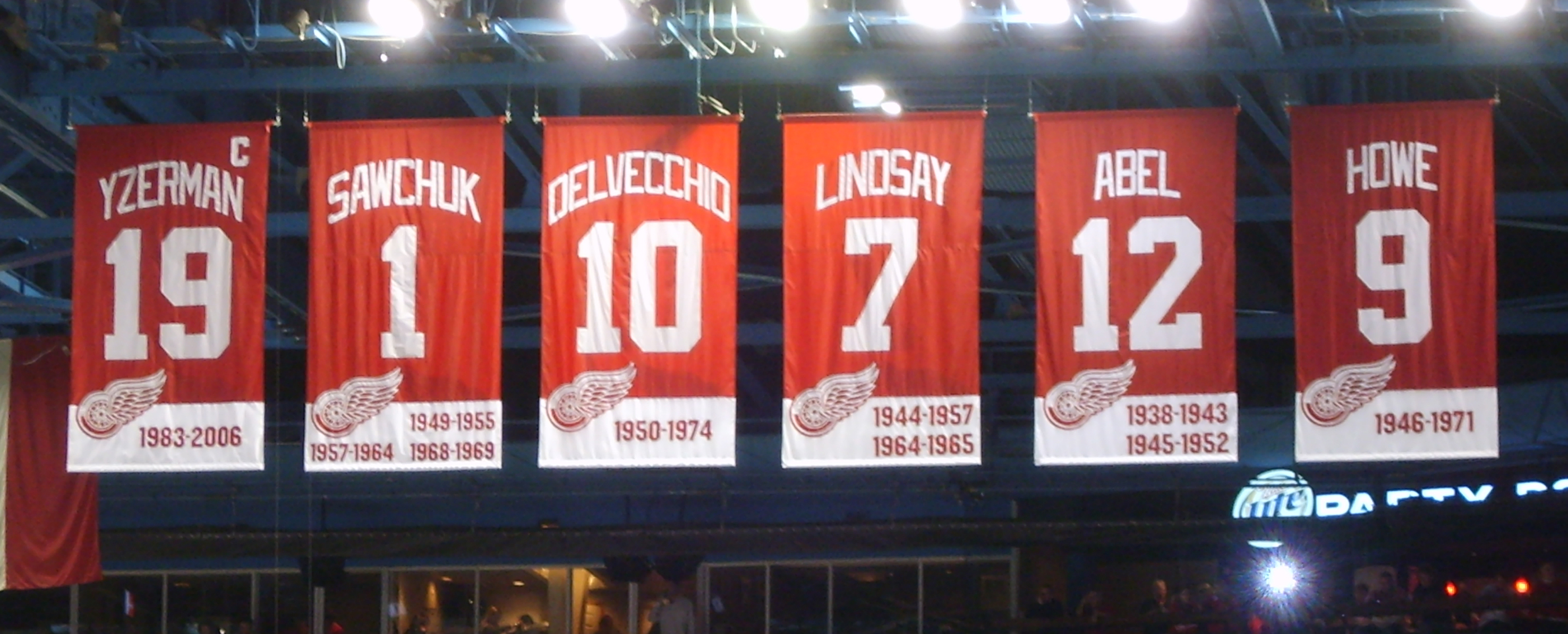
Maillots retirés
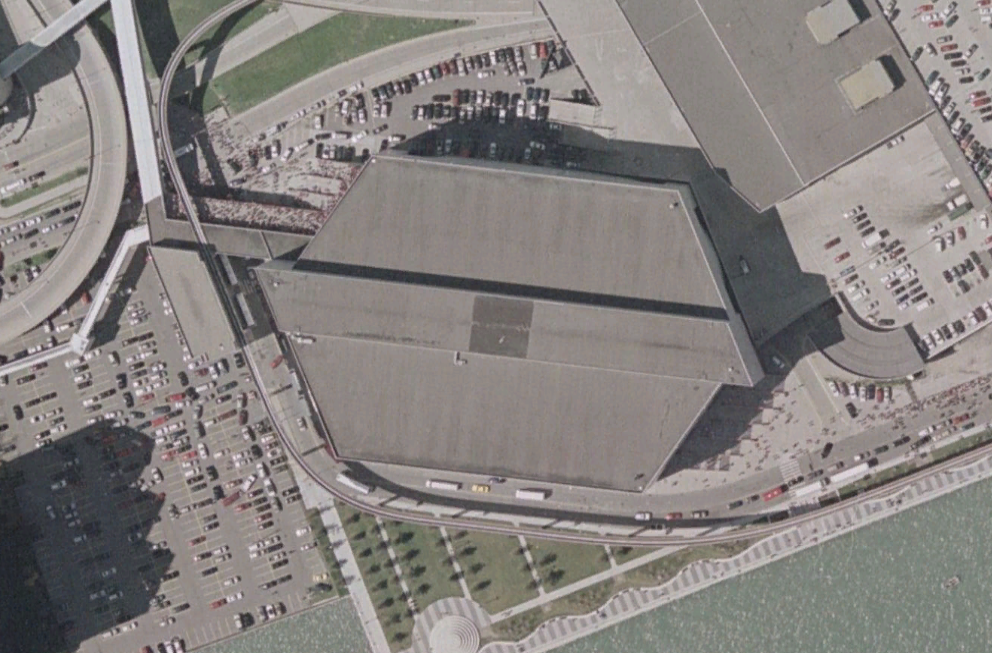
Image satellitaire du Joe Louis Arena